# Жабриця вилчаста
Жабриця вилчаста (Seseli dichotomum) — вид квіткових рослин родини окружкових (Apiaceae).

## Біоморфологічна характеристика
Це багаторічна рослина 25–60 см заввишки. Рослина сиза, дрібно запушена, з прямим борозенчастим розгалуженим стеблом. Прикореневі листки на коротких ніжках, з розширеними піхвами та зменшеною пластинкою. Парасольки з 5–9 густо запушеними променями. Парасольки щільні, дрібні.

## Поширення
Ендемік Криму.
В Україні вид зростає на сухих урвищах і схилах, кам'янистих місцях, у лісах — в пд. Криму, часто; у передгір'ях та букових лісах, рідше.